# Зураб Хізанішвілі
Зураб Нодарович Хізанішвілі (груз. ზურაბ ნოდარის ძე ხიზანიშვილი; нар. 6 жовтня 1981, Тбілісі, Грузинська РСР) — грузинський футболіст та тренера, виступав на позиції захисника.

## Клубна кар'єра

### Ранні роки
Розпочав свою кар'єру в тбіліському «Динамо», де провів один сезон, перш ніж приєднатися до «Норчі Динамо», щоб отримати більше ігрового часу.
У 2000 році перебрався до іншого столичного клубу, «Локомотива». Яскрава гра грузинського захисника викликала інтерес з боку провідних європейських клубів, навіть незважаючи на те, що в останні дні свого перебування в «Локомотиві» Зураб отримав травму. Зрештою, залишив Тбілісі після розірвання контракту з «Локомотивом».

### Шотландія
У березні 2001 року, після невдалих переглядів в «Арсеналі», «Фулгемі» та «Вест Гем Юнайтед», приєднався до шотландського «Данді».
Швидко закріпився на Денс Парк. У червні 2003 року перейшов до представника Прем'єр-ліги Шотландії «Рейнджерс» за правилом Босмана, в якому покиликаний був замінити Лоренцо Аморузо (італієць перейшов до «Блекберн Роверз»).

### Англія
Незважаючи на 35 зіграних матчів у першому сезоні на Айброксі, Хізанішвілі поступово втратив довіру з боку головного тренера, й 31 серпня 2005 року йому дозволили перейти в оренду до завершення сезону в «Блекберн Роверз» з англійської Прем'єр-ліги. Під час оренди в «Блекберні» відзначився одним голом у чемпіонаті, у переможному (2:0) поєдинку проти «Манчестер Сіті», а також одним голом у Кубку Футбольної ліги, в переможному (3:1) поєдинку проти «Гаддерсфілд Таун».
10 квітня 2006 року підписав повноцінну угоду з «Блекберн Роверз», за неофіційними даними сума трансферу склала 500 000 фунтів стерлінгів. Став одним з провідних гравців команди в сезоні 2006/07 років, виходив на поле в стартовому складі в понад 50 % (як і в національних змаганнях, так і в кубку УЄФА). У решті ж матчів під керівництвом Марка Г'юза продовжував боротися за місце в стартовому складі.
Під керівництвом Пола Інса та Сема Еллардайса також не зміг прорватися до першої команди на постійній основі. Його перша поява у сезоні 2009/10 років припала на 25 серпня в переможному (3:1) поєдинку 2-го раунду Кубку Ліги проти «Джиллінгема» на стадіоні Прістфілд, відігравши усі 90 хвилин разом із Гаелем Жіве. 17 вересня 2009 року Хізанішвілі перейшов у 3-місячну оренду до клубу Чемпіоншипу «Ньюкасл Юнайтед», а 19 грудня 2009 року повернувся з оренди. 25 січня 2010 року відправився в оренду до завершення сезону 2009/10 років у «Редінг».
31 серпня 2010 року повернувся в оренду до «Редінга», цього разу до завершення сезону 2010/11 років. 13 березня 2011 року Зураб зіграв усі 90 хвилин в програному (0:1) поєдинку 1/4 фіналу кубку Англії проти «Манчестер Сіті» на Істлендс. 30 травня 2011 року розпочав фінал плей-оф чемпіонату проти «Суонсі Сіті». Хізанішвілі отримав попередження вже на 12-ій хвилині, а через 20 хвилин заробив пенальті через необережний відбір проти нападника Натана Даєра та Редінга, через що «Редінг» програв з рахунком 2:4. За другий період оренди в «Редінзі» зіграв 29 матчів, у тому числі й 24 — у чемпіонаті.

### Туреччина
Після відходу з «Блекберна», Хізанішвілі перебрався в «Кайсеріспорі», де виступав протягом трьох сезонів.

### Азербайджан
У червні 2015 року підписав шестимісячний контракт з клубом азербайджанської Прем'єр-ліги «Інтер» (Баку).

## Кар'єра в збірній
Загалом у футболці національної збірної Грузії зіграв 93 матчі. Єдиним голом відзначився 6 червня 2009 року в поєдинку проти Молдови.

## Кар'єра тренера
Після завершення кар'єри футболіста влітку 2017 року призначений помічником Гії Гегучадзе в молодіжній збірній Грузії.

## Особисте життя
Хізанішвілі одружений з грузинською моделлю Саломе Гвініашвілі. Пара виховує троє дітей. Зураб син колишнього захисника збірної СРСР Нодара Хізанішвілі.

## Статистика виступів

### Клубна
| Клуб                       | Сезон             | Ліга                      | Ліга  | Ліга | Національний кубок | Національний кубок | Кубок ліги | Кубок ліги | Єврокубки | Єврокубки | Інші  | Інші | Загалом | Загалом |
| Клуб                       | Сезон             | Дивізіон                  | Матчі | Голи | Матчі              | Голи               | Матчі      | Голи       | Матчі     | Голи      | Матчі | Голи | Матчі   | Голи    |
| -------------------------- | ----------------- | ------------------------- | ----- | ---- | ------------------ | ------------------ | ---------- | ---------- | --------- | --------- | ----- | ---- | ------- | ------- |
| «Динамо» (Тбілісі)         | 1998–99           | Ліга Еровнулі             | 2     | 1    |                    |                    | -          | -          | 0         | 0         | -     | -    | 2       | 1       |
| ФК «Тбілісі»               | 1999–2000         | Ліга Еровнулі             | 9     | 0    |                    |                    | -          | -          | -         | -         | -     | -    | 9       | 0       |
| «Локомотив» (Тбілісі)      | 1999–2000         | Ліга Еровнулі             | 5     | 1    |                    |                    | -          | -          | 0         | 0         | -     | -    | 5       | 1       |
| «Локомотив» (Тбілісі)      | 2000–01           | Ліга Еровнулі             | 11    | 0    |                    |                    | -          | -          | 1         | 0         | -     | -    | 12      | 0       |
| «Локомотив» (Тбілісі)      | Загалом           | Загалом                   | 16    | 1    |                    |                    | -          | -          | 1         | 0         | -     | -    | 17      | 1       |
| «Данді»                    | 2000–01           | Прем'єр-ліга Шотландії    | 6     | 0    | 0                  | 0                  | 0          | 0          | -         | -         | -     | -    | 6       | 0       |
| «Данді»                    | 2001–02           | Прем'єр-ліга Шотландії    | 18    | 0    | 0                  | 0                  | 2          | 0          | -         | -         | -     | -    | 20      | 0       |
| «Данді»                    | 2002–03           | Прем'єр-ліга Шотландії    | 19    | 0    | 5                  | 0                  | 1          | 0          | -         | -         | -     | -    | 25      | 0       |
| «Данді»                    | Загалом           | Загалом                   | 43    | 0    | 5                  | 0                  | 3          | 0          | -         | -         | -     | -    | 51      | 0       |
| «Рейнджерс»                | 2003–04           | Прем'єр-ліга Шотландії    | 26    | 0    | 1                  | 0                  | 3          | 0          | 8         | 0         | -     | -    | 38      | 0       |
| «Рейнджерс»                | 2004–05           | Прем'єр-ліга Шотландії    | 16    | 0    | 1                  | 0                  | 2          | 0          | 6         | 0         | -     | -    | 25      | 0       |
| «Рейнджерс»                | 2005–06           | Прем'єр-ліга Шотландії    | 0     | 0    | 0                  | 0                  | 0          | 0          | 0         | 0         | -     | -    | 0       | 0       |
| «Рейнджерс»                | Загалом           | Загалом                   | 42    | 0    | 2                  | 0                  | 5          | 0          | 14        | 0         | -     | -    | 63      | 0       |
| «Блекберн Роверз» (оренда) | 2005–06           | Прем'єр-ліга              | 26    | 1    | 2                  | 0                  | 4          | 1          | -         | -         | -     | -    | 32      | 2       |
| «Блекберн Роверз»          | 2006–07           | Прем'єр-ліга              | 18    | 0    | 5                  | 0                  | 1          | 0          | 6         | 0         | -     | -    | 30      | 0       |
| «Блекберн Роверз»          | 2007–08           | Прем'єр-ліга              | 13    | 0    | 1                  | 0                  | 2          | 0          | 1         | 0         | -     | -    | 17      | 0       |
| «Блекберн Роверз»          | 2008–09           | Прем'єр-ліга              | 5     | 0    | 4                  | 0                  | 3          | 0          | -         | -         | -     | -    | 12      | 0       |
| «Блекберн Роверз»          | 2009–10           | Прем'єр-ліга              | 0     | 0    | 1                  | 0                  | 1          | 0          | -         | -         | -     | -    | 2       | 0       |
| «Блекберн Роверз»          | 2010–11           | Прем'єр-ліга              | 0     | 0    | 0                  | 0                  | 0          | 0          | -         | -         | -     | -    | 0       | 0       |
| «Блекберн Роверз»          | Загалом           | Загалом                   | 36    | 0    | 11                 | 0                  | 7          | 0          | 7         | 0         | -     | -    | 61      | 0       |
| «Ньюкасл Юнайтед» (оренда) | 2009–10           | Чемпіоншип                | 7     | 0    | 0                  | 0                  | 0          | 0          | -         | -         | -     | -    | 7       | 0       |
| «Редінг» (оренда)          | 2009–10           | Чемпіоншип                | 15    | 0    | 0                  | 0                  | 0          | 0          | -         | -         | -     | -    | 15      | 0       |
| «Редінг» (оренда)          | 2010–11           | Чемпіоншип                | 22    | 0    | 2                  | 0                  | 0          | 0          | -         | -         | 3     | 0    | 27      | 0       |
| «Редінг» (оренда)          | Загалом           | Загалом                   | 37    | 0    | 2                  | 0                  | 0          | 0          | -         | -         | 3     | 0    | 42      | 0       |
| «Кайсеріспор»              | 2011–12           | Суперліга Туреччини       | 33    | 1    | 2                  | 0                  | -          | -          | -         | -         | 4     | 0    | 39      | 1       |
| «Кайсеріспор»              | 2012–13           | Суперліга Туреччини       | 29    | 0    | 0                  | 0                  | -          | -          | -         | -         | -     | -    | 29      | 0       |
| «Кайсеріспор»              | 2013–14           | Суперліга Туреччини       | 18    | 0    | 3                  | 0                  | -          | -          | -         | -         | -     | -    | 21      | 0       |
| «Кайсеріспор»              | Загалом           | Загалом                   | 80    | 1    | 5                  | 0                  | -          | -          | -         | -         | 4     | 0    | 89      | 1       |
| «Динамо» (Тбілісі)         | 2014–15           | Ліга Еровнулі             | 4     | 0    | 1                  | 0                  | -          | -          | 0         | 0         | 0     | 0    | 5       | 0       |
| «Самтредіа»                | 2014–15           | Ліга Еровнулі             | 14    | 0    | 0                  | 0                  | -          | -          | -         | -         | -     | -    | 14      | 0       |
| «Інтер» (Баку)             | 2015–16           | Прем'єр-ліга Азербайджану | 24    | 3    | 3                  | 0                  | -          | -          | 6         | 0         | -     | -    | 33      | 3       |
| «Інтер» (Баку)             | 2016–17           | Прем'єр-ліга Азербайджану | 26    | 3    | 5                  | 0                  | -          | -          | -         | -         | -     | -    | 31      | 3       |
| «Інтер» (Баку)             | Загалом           | Загалом                   | 50    | 6    | 8                  | 0                  | -          | -          | 6         | 0         | -     | -    | 64      | 6       |
| Усього за кар'єру          | Усього за кар'єру | Усього за кар'єру         | 355   | 10   | 36                 | 0                  | 19         | 0          | 28        | 0         | 7     | 0    | 445     | 10      |

### Голи за збірну
| Гол | Дата          | Місце                                        | Суперник | Рахунок | Результат | Змагання         |
| --- | ------------- | -------------------------------------------- | -------- | ------- | --------- | ---------------- |
| 1   | 6 червня 2009 | Стадіон імені Михайла Месхі, Тбілісі, Грузія | Молдова  | 1 – 2   | 1–2       | Товариський матч |

## Досягнення

### Клубні
«Динамо» (Тбілісі)
- Ліга Еровнулі
  -  Володар (1): 1998/99

- Суперкубок Грузії
  -  Володар (1): 2014

«Локомотив» (Тбілісі)
- Кубок Грузії
  -  Володар (1): 1999/2000

«Рейнджерс»
- Прем'єр-ліга Шотландії
  -  Чемпіон (1): 2004/05

- Кубок шотландської ліги
  -  Володар (1): 2004/05

### Індивідуальні
- Найкращий молодий гравець за версієї Шотландської асоціації футбольних журналістів: 2002/03